# Красниково (Знаменский район)
Красниково — село в Знаменском районе Орловской области. Административный центр Красниковского сельского поселения.

## География
Село находится на берегу реки Цкань.

### Часовой пояс
Село Красниково, как и вся Орловская область, находится в часовой зоне МСК (московское время). Смещение применяемого времени относительно UTC составляет +3:00.

## История
Село впервые упоминается в 1678 году среди вотчин Цкань в составе Севского разряда Карачевского уезда Рословского стана.

## Население
| 2002 | 2010 |
| ---- | ---- |
| 345  | ↘320 |

## Известные уроженцы
- Черников, Александр Васильевич (1858—?) — крестьянин, беспартийный депутат Государственной думы II созыва от Орловской губернии.